# Ibrahim Orabi
Ibrahim Orabi (àrab: إبراهيم عرابي)  (Alexandria, 1912 - Alexandria, 2 de juliol de 1957) va ser un lluitador egipci, especialista en lluita grecoromana, que va competir entre les dècades de 1930 i 1950.
El 1936 va prendre part en els Jocs Olímpics d'Estiu de Berlín, on fou cinquè en la competició del pes mitjà del programa lluita grecoromana. El 1948, als Jocs de Londres, guanyà la medalla de bronze en la competició del pes semi pesat.
En el seu palmarès també destaca una medalla de plata als Jocs del Mediterrani de 1951 i dos campionats nacionals, el 1953 i 1948.